# Rudolf Pringsheim

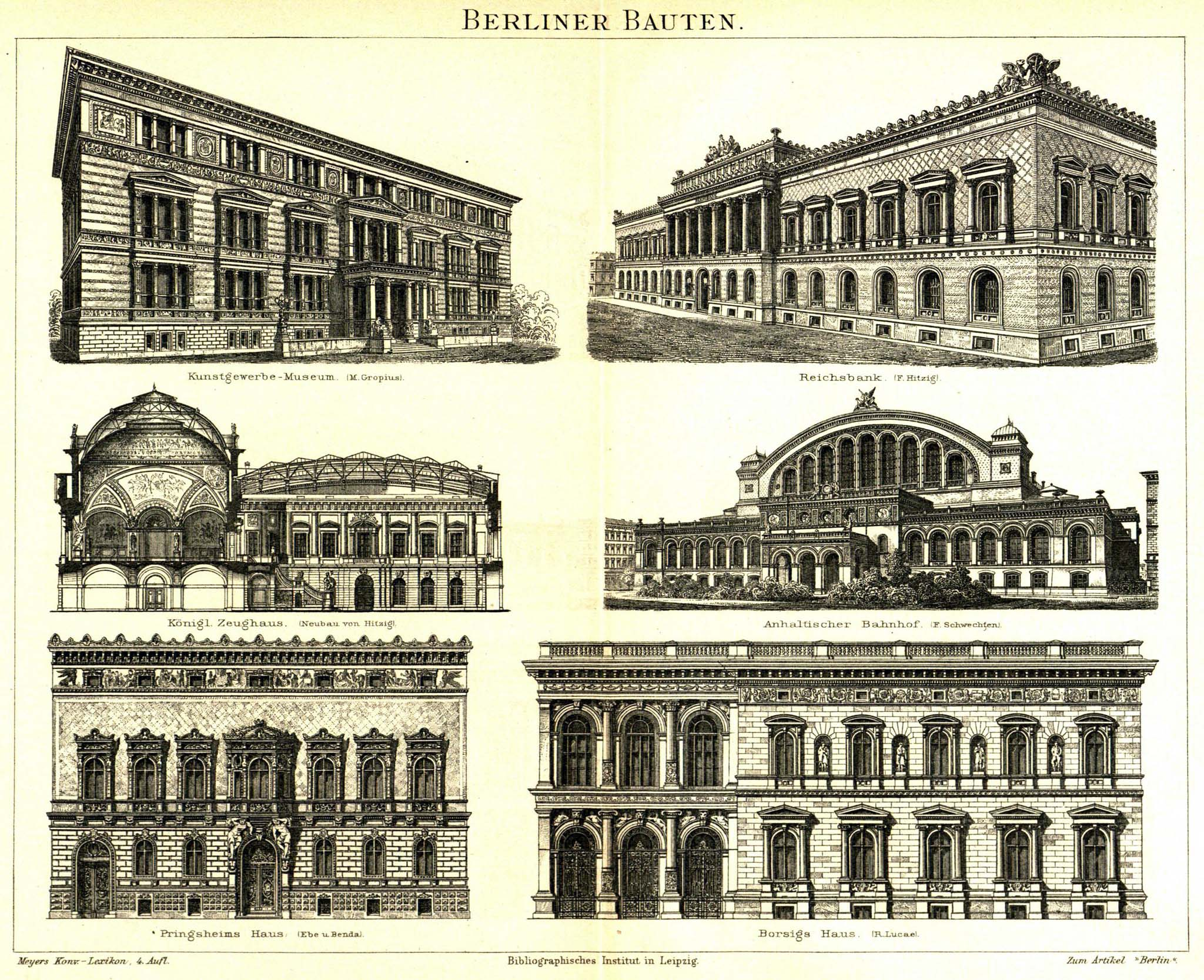
Una riproduzione del celebre Palazzo di Rudolf Pringsheim a Berlino

Rudolf Pringsheim zu Rodenberg, noto anche come Rudolph Pringsheim (Oleśnica, 3 aprile 1821 – Berlino, 19 ottobre 1906), è stato un imprenditore tedesco.

## Biografia
Rudolf Pringsheim nacque nella famiglia dei Pringsheim, mercanti ebrei slesiani. Suo padre era un industriale e proprietario terriero. Sposò Paula Deutschmann (1827-1909), figlia di un imprenditore della reale lotteria prussiana. Suo figlio fu il matematico e mecenate Alfred Pringsheim (1850–1941).
Nel 1860 svolse un ruolo significativo nello sviluppo del traffico nel bacino dell'Alta Slesia.
Egli collegò le miniere poste in terreni sino a quel momento inaccessibili, prima con tram a cavallo, e più tardi mediante a locomotive a vapore. Inoltre acquistò parte della vasta rete di collegamenti ferroviari a scarto ridotto della Bassa Slesia, comprensiva di 35 pozzi.
Quando lo Stato prussiano nazionalizzò la rete, Pringsheim venne generosamente risarcito. Una parte del denaro fu investito nella società da lui fondata, e chiamata Ferrum, da cui ricavò grandi profitti.
Per distinguerlo da Hugo Pringsheim, suo cugino troppo attivo nel business ferroviario, Rudolf fu scherzosamente ribattezzato "stretto Pringsheim," mentre Hugo ricevette il soprannome di "fiammeggiante Pringsheim".
Nel 1869 acquistò a Berlino, ora con il cognome Pringsheim zu Rodenberg, una proprietà al numero 67 di Wilhelmstrasse, facendovi costruire tra il 1872 ed 1874 un palazzo che fu per decenni un luogo d'interesse cittadino. La cosiddetta "casa colorata", arredata all'interno con dipinti murali di grandi dimensioni realizzati da Anton von Werner, fu ritenuta il primo esempio dell'Architettura revivalista e nel 1877 venne analizzata in dettaglio nel testo Berlin und seine Bauten (Berlino ed i suoi edifici).
Il suo progetto venne però unanimemente ritenuto tronfio e nel 1875, in una lettera alla moglie, Theodor Fontane si scagliò contro questa “Architettura Gracchiante" che, a suo avviso, avrebbe rovinato Berlino. Paula Pringsheim vendette la casa nel 1910. L'edificio, danneggiato nella seconda guerra mondiale, fu demolito nel 1950.
Rudolf Pringsheim fu il nonno paterno di Katia Pringsheim, la moglie dello scrittore Thomas Mann.